# Via Militaris

Via Militaris na mapie z VI wieku

Via Militaris (także Via Diagonalis) – starożytna droga rzymska.
Droga prowadziła z Singidunum (obecnie w serbskiej stolicy Belgradzie), przebiegała wzdłuż brzegu Dunaju do Viminacium (współcześnie rejon Požarevac), przez Naissus (współcz. Nisz), Serdicę (współcz. Sofia), Filipopolis (współcz. Płowdiw), Adrianopolis (współcz. Edirne w tureckiej części Tracji). Kończyła się w Konstantynopolu (współcz. Stambuł).
Na trasie znajdowały się m.in. Wrota Trajana – przełęcz górska stanowiąca symboliczną granicę pomiędzy rzymskimi prowincjami: Mezją Górną (potem Ilirią) a Tracją.
Droga była połączona z Via Egnatia za pomocą innych dróg – drogi wzdłuż rzeki Axios (Wardar), drogi Serdica–Thessalonica wzdłuż rzeki Strymon (Struma) oraz drogą Filipopolis–Filippi.
Została zbudowana w I wieku n.e., w czasach cesarza Nerona. Długość trasy z Singidunum do Konstantynopola wynosiła 924 kilometry.
W czasie pierwszych europejskich podbojów Imperium Osmańskiego Via Militaris określana była jako orta kol (dosłownie środkowe ramię) - lewym ramieniem (tur. sol kol) była Via Egnatia.
W maju 2010 podczas prac budowlanych nad X Paneuropejskim Korytarzem Transportowym w Dimitrovgradzie w Serbii odkopano dobrze zachowane pozostałości drogi. Ośmiometrowej szerokości droga była zbudowana z dużych kamiennych bloków i miała dwa pasy.
Współcześnie pozostałości i historia Via Militaris są podstawą dla kreowania produktów (szlaków) turystycznych, zarówno o charakterze lokalnym, jak i ponadnarodowym.

## Kluczowe miasta
| Nazwa starożytna            | Nazwa współczesna | Państwo  |
| --------------------------- | ----------------- | -------- |
| Singidunum                  | Belgrad           | Serbia   |
| Gratiana                    | Dobra k. Golubaca | Serbia   |
| Viminacium                  | Kostolac          | Serbia   |
| Naissus                     | Nisz              | Serbia   |
| Remesiana (Romatiana)       | Bela Palanka      | Serbia   |
| Serdica                     | Sofia             | Bułgaria |
| Filipopolis (Philippopolis) | Płowdiw           | Bułgaria |
| Hadrianopolis (Adrianopol)  | Edirne            | Turcja   |
| Arcadiopolis                | Lüleburgaz        | Turcja   |
| Bizancjum                   | Stambuł           | Turcja   |